# Copadichromis azureus
Copadichromis azureus ist eine afrikanische Buntbarschart, die endemisch im südlichen Malawisee vorkommt und zur Gruppe der Utaka-Cichliden gehört.

## Merkmale
Copadichromis azureus (von lateinisch azureus „blau“) erreicht eine Körperlänge von 12 bis 14,6 cm und zählt damit zu den kleineren Utaka-Buntbarschen. Ausgewachsene Männchen sind strahlend, metallisch blau gefärbt, nicht nur am Körper, sondern auch auf den unpaaren Flossen. Je nach Stimmung werden auf den Körperseiten zehn dunkle, senkrechte Bänder sichtbar. Charakteristisches Kennzeichen der Art sind drei dunkle Flecken auf den Körperseiten, die bei fortpflanzungsbereiten Männchen jedoch von den senkrechten Bändern überdeckt werden. Weibchen sind unscheinbar graubraun gefärbt, die drei Flecken treten umso deutlicher hervor.
- Flossenformel: Dorsale XV–XVIII/10–12; Anale III/8–9.

## Lebensweise

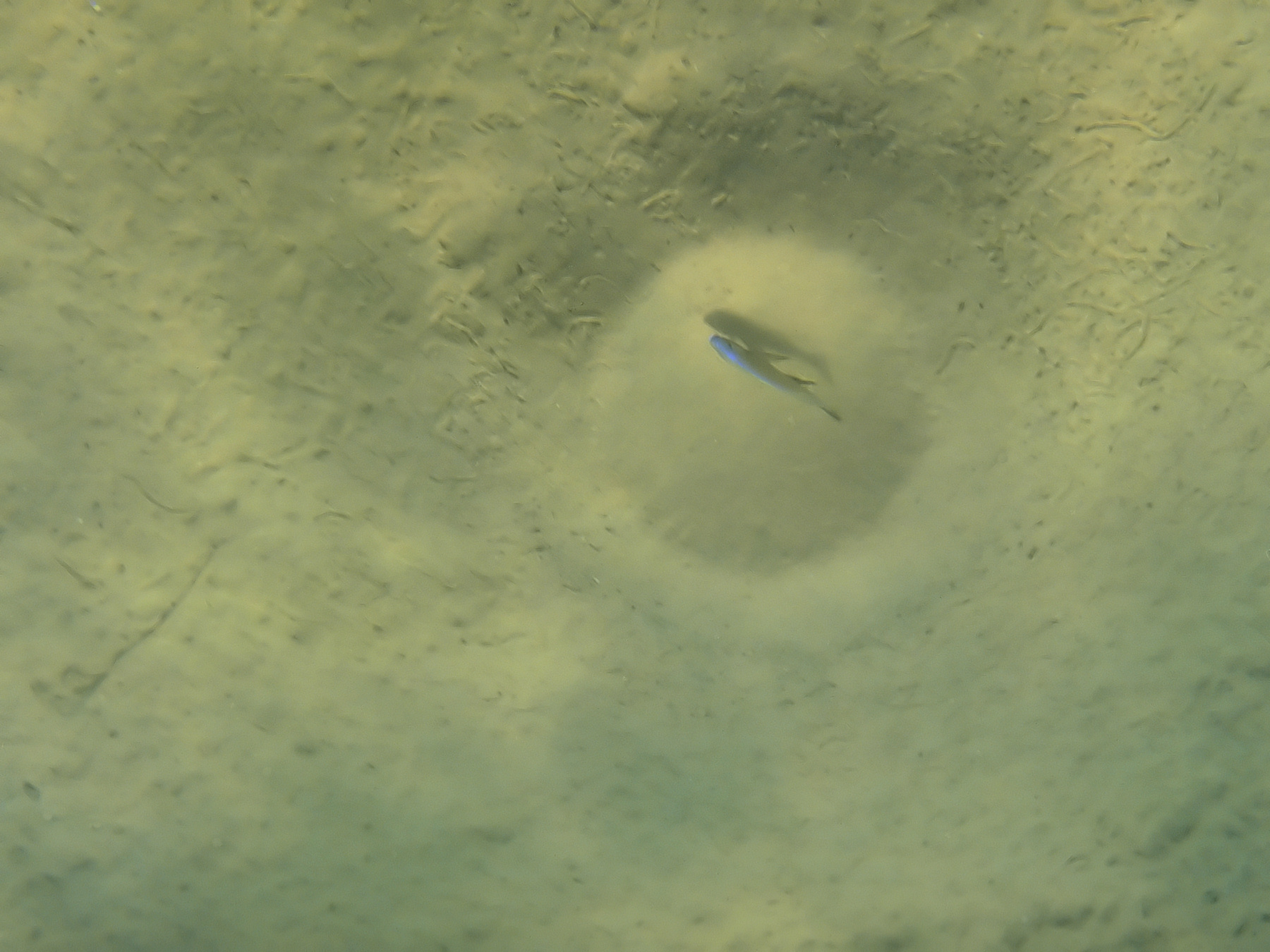
Ein Männchen von Copadichromis azureus wartet im Zentrum seines kraterähnlichen Sandnestes auf laichbereite Weibchen.

Copadichromis azureus lebt küstennah im südlichen Abschnitt des Malawisees in Tiefen von 10 bis 25 Metern im Übergangsbereich von Felszone zur Sandküste. Die territorialen Männchen bauen im sandigen Seeboden große, kraterförmige Nester, die einen Durchmesser von 19 bis 33 cm haben und in die das Weibchen die Eier legt, aber unmittelbar nach dem Ablaichen ins Maul nimmt (Maulbrutpflege). Die Brutpflege übernimmt ausschließlich das Weibchen und die Jungfische verlassen das Maul etwa nach drei Wochen, wenn sie bereits sehr weit entwickelt und selbstständig sind. Copadichromis azureus ernährt sich von Plankton und bodenlebenden Wirbellosen.

## Systematik
Copadichromis azureus wurde schon Jahre vor seiner Erstbeschreibung zu aquaristischen Zwecken importiert, der Gattung Haplochromis zugeordnet und in älterer aquaristischer Fachliteratur unter den Namen Haplochromis chrysonotus „mbenji“ bzw. Haplochromis chrysonotus „maleri“ geführt. Die Erstbeschreibung erfolgte 1999 durch den niederländischen Ichthyologen Ad Konings.